# Salamrejo (Binangun)
Salamrejo is een bestuurslaag in het regentschap Blitar van de provincie Oost-Java, Indonesië. Salamrejo telt 1791 inwoners (volkstelling 2010).